# Сергеев, Андрей Владимирович
Андрей Владимирович Сергеев (11 февраля 1954, Москва) — советский и российский актёр театра и кино; режиссёр рекламных роликов.

## Биография
Родился 11 февраля 1954 года в Москве, в районе Миусских улочек и Белорусского вокзала в семье заслуженного артиста РСФСР Владимира Владимировича Сергеева. Мать Андрея работала в редакции газеты «Известия».
В 1975 году окончил Высшее Театральное училище имени Щукина при театре им. Евг. Вахтангова (курс Л. В. Ставской, педагоги — В. К. Львова, Ю. В. Катин-Ярцев, В. Г. Шлезингер, Ю. А. Стромов, В. А. Этуш).
Учился на режиссёрском факультете ГИТИСа на курсе А. А. Васильева, одновременно репетировал в спектакле «Наблюдатель» по пьесе А. П. Шипенко главную роль Филонова (спектакль был сыгран единственный раз в Западном Берлине в 1989 году).
В 1995 году окончил Высшие курсы режиссёров и сценаристов при Госкино РФ (мастерские В. Я. Мотыля и К. П. Худякова).
С 1975 по 1982 годы — актёр театра им. Н. В. Гоголя. С 1983 года по 2014 год играл в театре им. Моссовета.
В середине 1990-х был режиссёром ряда рекламных роликов, снимается в кино и сериалах.
Андрей 2 года был в браке с актрисой Евгенией Крюковой.

## Театральные работы

### Московский драматический театр им. Н. В. Гоголя
- «Шестьдесят семь по диагонали» (реж. В. Боголепов) — Проша
- «Сказка» (реж. В. Боголепов) — старший брат
- «Берег» (Ю. Бондарев, реж. Б. Голубовский) — Макс
- «Дуэль» (А. Чехов, реж. Е. Лисконог) — Ачмианов
- «При жизни Шекспира» (А. Ремизов, реж. В. Боголепов) — Сессил
- «Закон» (А. Ваксберг, реж. Б. Голубовский) — Солдатов
- «Дом» (Ф. Абрамов, реж. Б. Голубовский, В. Боголепов) — Григорий

### Театр-студия «Школа драматического искусства»
- «Наблюдатель» (А. Шипенко, реж. Б. Юхананов, худож. рук. А. Васильев) — Филонов

### Театр им. Моссовета
- «Премьера» (Л. Росеба, реж. М. Вайл) — Резо
- «Вдовий пароход» (И.Грекова, реж. Г. Яновская) — Вадим Громов
- «Ревизия» (Б.Ранкин, реж. И.Данкман) — Константин
- «Дом на песке» (Р. Ибрагимбеков, реж. Б. Щедрин) — Алик
- «Суд над судьями» (Э. Манн, реж. П. Хомский) — Петерсен
- «Фабричная девчонка» (А. Володин, реж. Б. Щедрин) — Синицин
- «Мать Иисуса» (А. Володин, реж. М. Киселов, Болгария) — Нервный
- «Операция „С Новым годом!“» (А. Герман, реж. П. Хомский) — Лазарев
- «Человек как человек» (Б. Брехт, реж. М. Вайл) — Брехт
- «Белая гвардия» (М. Булгаков, реж. П. Хомский) — Алексей Турбин[3][4]
- «Чайка» (А. Чехов, реж. Г. Тростянецкий) — Тригорин
- «У врат царства» (К. Гамсун, реж. Ю. Еремин) — Йервен
- «Собачий вальс» (Л. Андреев, реж. А. Житинкин) — Генрих Тиле
- «Братья и Лиза» (А. Казанцев, реж. Е. Лазарев) — Петр[5][6]
- «Милый друг» (Г. де Мопассан, реж. А. Житинкин) — Шарль Форестье[7]
- «Долгое путешествие в ночь» (Ю. О’Нил, реж. П. Сафонов) — Джеймс Тайрон[8][9][10]
- «Сирано де Бержерак» — (Э. Ростан) Брисайль
- «Царство отца и сына» — Василий Шуйский

## Фильмография
- 1976 — Красное и чёрное — маркиз де Круазнуа
- 1984 — Букет мимозы и другие цветы — Дима
- 1985 — Иван Бабушкин — Андрей Сергеевич
- 1990 — Мать Иисуса — старший брат
- 1990 — Смерть в кино — Анатолий
- 1994 — Подлинный художник, истинный артист, настоящий убийца
- 1998-2002 — Самозванцы — Виталий Тихонов
- 2000 — Репете — режиссёр Гандлевский
- 2003 — Жизнь одна — Сергей
- 2004 — Таксистка — Лев (8 серия)
- 2004 — Евлампия Романова. Следствие ведет дилетант-2 — Андрей Корчагин (эпизод «Обед у людоеда. Фильм № 5»)
- 2005 — Гражданин начальник-2 — Юрий Борисович Горских
- 2005 — Чайка — Евгений Сергеевич Дорн
- 2006 — Любовь неизведанного пространства — Крымский
- 2007 — Дом на набережной — Александр Глебов
- 2007 — Ловушка — Клим Воронов
- 2007 — Промзона — губернатор
- 2009 — Перестройка / Perestroika — Виктор Крымский
- 2009 — Лапушки — Валерий Вениаминович Сивуш, отец Ромы
- 2009 — Черчилль — Анатолий Федорович Мурашов
- 2010 — Русский шоколад — Матвей Павлович Пахомов
- 2011 — Башня: Новые люди — профессор Бергер
- 2012 — Последняя жертва
- 2012 — Хозяйка «Белых ночей» — Глеб Евгеньевич Иконин
- 2013 — Куприн — генерал
- 2014 — Прошлым летом в Чулимске — Афанасий Дергачёв, муж Анны
- 2014 — Швейцар